# 1440年代
| 千纪： | 2千纪                                                                                            |
| 世纪： | 14世纪 \| 15世纪 \| 16世纪                                                                       |
| 年代： | 1410年代 \| 1420年代 \| 1430年代 \| 1440年代 \| 1450年代 \| 1460年代 \| 1470年代                 |
| 年份： | 1440年 \| 1441年 \| 1442年 \| 1443年 \| 1444年 \| 1445年 \| 1446年 \| 1447年 \| 1448年 \| 1449年 |

## 大事记
- 1441年、1442年、1448年，麓川之役。
- 1446年，朝鲜颁布训民正音。
- 1445年，叶宗留反明起事，1448年，邓茂七起事。
- 1449年，土木堡之变，京师保卫战。

## 出生
- 明宪宗（1447年）

## 逝世
- 张辅（1449年）
- 王振（1449年）